# Brutális tangó
A Brutális tangó az Omen zenekar második nagylemeze, amely 1992-ben jelent meg a Hungaroton gondozásában.

## Az album dalai
1. Padlón vagyok - (Nagyfi L.) - 3:54
2. Vámpírváros - (Nagyfi L.) - 4:07
3. Szólj, hogyha vagy - (Szekeres T.) - 4:04
4. Akkor is, azért is - (Szekeres T.) - 4:31
5. Érezz úgy... - (Nagyfi L., Szekeres T.) - 3:33
6. Koldusdal - (Nagyfi L.) - 3:33
7. Egy döglött év - (Szekeres T.) - 4:49
8. Csillaga hívja - (Szekeres T.) - 3:35
9. Brutális tangó - (Szekeres T.) - 3:31
10. A jóság nem véd - (Nagyfi L.) - 3:31

A szövegeket Horváth Attila írta

## Közreműködők
- Kalapács József - ének
- Nagyfi László - gitár
- Szekeres Tamás - gitár
- Ács András - basszusgitár
- Nagyfi Zoltán - dob